# تایم تو لیو
TTL مخفف کلمه Time To Live است که یکی از خصوصیات بسته در شبکه با پروتکل اینترنت است. وقتی یک بسته در شبکه اینترنت به یک میزبان می‌رسد، به طور عادی یک عدد از مقدار تی‌تی‌ال آن کم می‌شود، و پس از آن به مقصد بعدی رجوع داده می‌شود. هنگامی که یک بسته با مقدار تی‌تی‌ال یک به میزبانی برسد، میزبان بسته را دور می‌ریزد(رد می‌کند) و یک پیغام آی‌سی‌ام‌پی با محتوای از حد زمانی تجاوز شده(نوع ۱۱) به فرستنده بازپس می‌فرستد.

## مقادیر استاندارد TTL
مقادیر استاندارد TTL سیستم‌عامل‌های مختلف در زیر آمده‌است که شما می‌توانید با گرفتن یک پینگ از آی‌پی آن دستگاه آن را متوجه شوید. (اگر مقدار استاندارد تغییر پیدا نکرده باشد مقادیر زیر باید بدست آید.)
1. Windows ۹x/۳۲
2. windows NT/۳۲
3. Windows ۲۰۰۰/۱۲۸
4. Digital Unix/۶۰
5. Linux/۶۴
6. FTX(UNIX)/۶۴
7. SCO Compaq/۶۴
8. Netware/۶۴
9. XP/۶۴
10. Seven/128
11. windows 10/128